# Ichneumon haemorrhoicus
Ichneumon haemorrhoicus là một loài tò vò trong họ Ichneumonidae.